# ソニーコンピュータサイエンス研究所
株式会社ソニーコンピュータサイエンス研究所（ソニーコンピュータサイエンスけんきゅうじょ、Sony Computer Science Laboratories, Inc.,、Sony CSL、SCSL）は、コンピュータサイエンスの研究を行うソニー系列の研究所で1988年（昭和63年）に設立された。

## 歴史
1988年（昭和63年）に設立されたソニーCSLの本来の焦点はコンピュータサイエンスであった。 しかし組織が進化するにつれて、研究者は言語学、細胞シグナル伝達、計算機科学、疫学、意識的経験、漫画、人工知能、医療保険、工場効率、芸術、システム依存性、コミュニティなどの多様な分野で画期的な研究に着手し始めた。

## 関連人物
- 北野宏明 代表取締役社長兼所長
- 茂木健一郎 シニアリサーチャー
- 暦本純一 インタラクションラボラトリー室長
- フランク ニールセン シニアリサーチャー
- 高安秀樹 シニアリサーチャー
- 桜田一洋 シニアリサーチャー
- 土井利忠 元取締役ファウンダー　別名“天外伺郎”
- 増井俊之 元研究員
- 遠藤謙 アソシエイトリサーチャー（義足エンジニア）